# 虎門公園

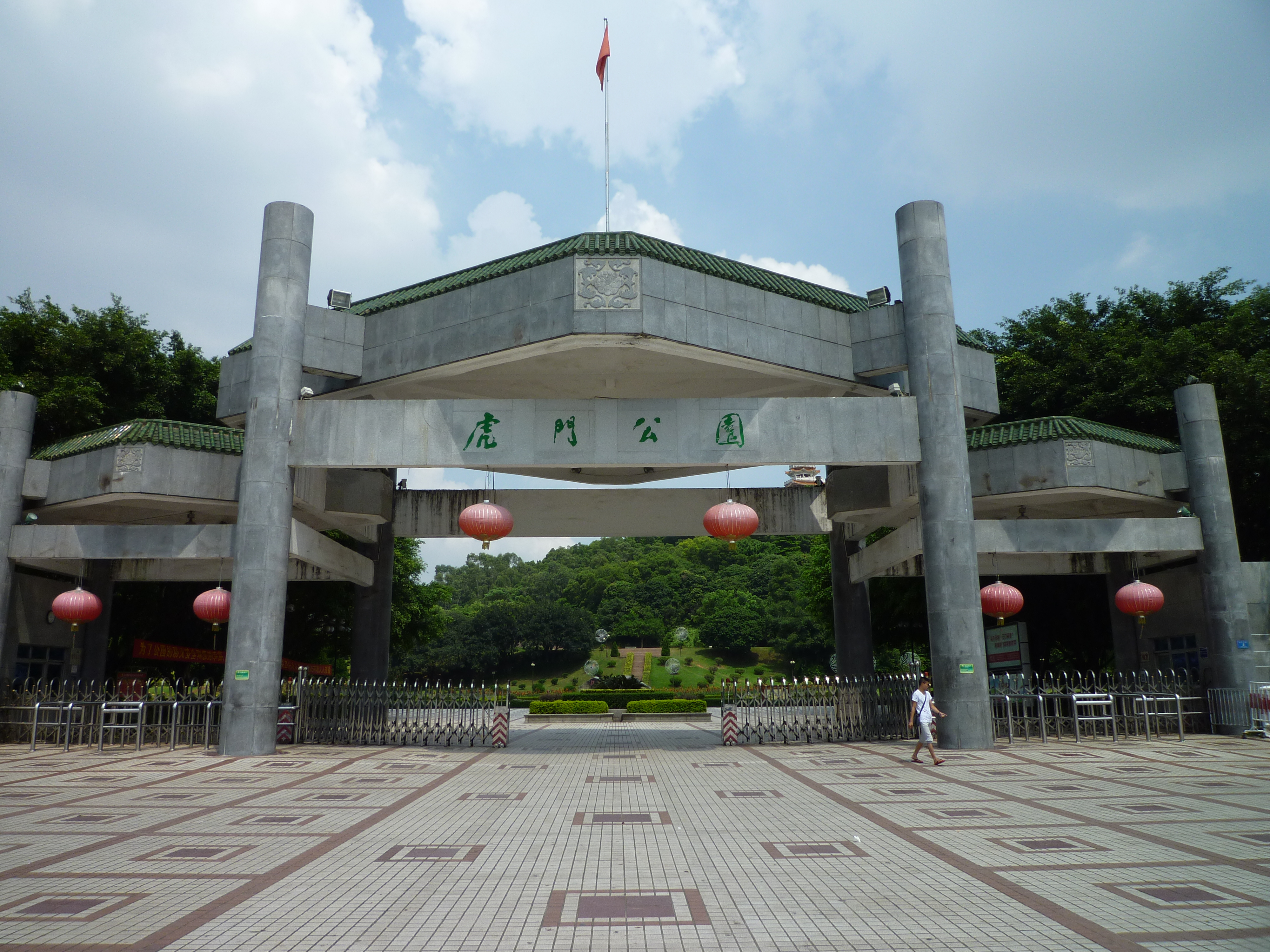
広東省東莞市虎門鎮にある公園

虎門公園（簡体字中国語: 虎门公园）は、広東省東莞市虎門鎮にある公園である。

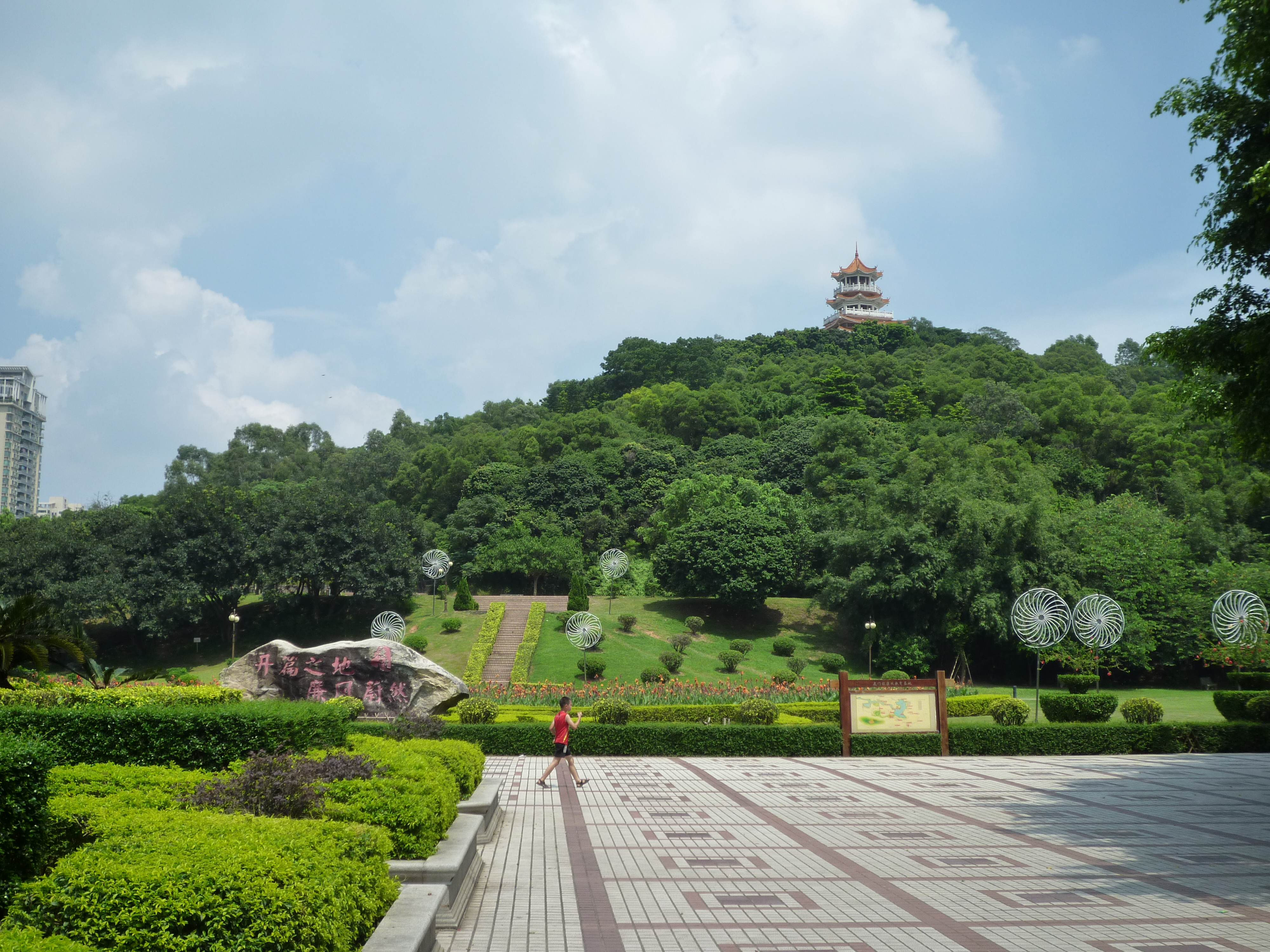
公園内

人工池や低山、遊具場やサッカー場など備える虎門鎮で一番大きな公園である。